# Povoado de Brejão
Povoado de Brejão é uma comunidade localizada em Antônio Gonçalves, Bahia. O primeiro nome da comunidade foi Brejauba, distorção da palavra brejaúva (palmeira de pequeno e médio porte, com troco cheio de espinhos), pois no local havia muitas brejaúvas, que, aos poucos, foi sendo devastado para a construção de casas, móveis, cercas e até mesmo para alimentar fornos. Hoje, poucas brejaúvas podem ser vistas na região.
Logo que se formou a comunidade, ergueu-se uma capela dedicada ao Senhor Bom Jesus; vários padres vinham até a comunidade para celebrarem as missas, quase sempre a cavalo, porém havia outra comunidade perto, que tinha uma capela com o mesmo nome de Bom Jesus. Como perto da capela da comunidade de “Brejauba” havia um enorme brejo, os padres diferenciavam as duas capelas por essa característica, sendo então a capela chamada de “Bom Jesus do Brejão”; com o tempo, as pessoas pararam de falar o nome da capela como “Bom Jesus” e passaram a falar apenas “Brejão”.

## História
Inácio Pereira Guimarães e sua esposa Rita Francisca Dias se estabeleceram na região, aproximadamente no ano de 1914, e ergueram sua fazenda; no local onde hoje é a comunidade, eles ergueram casas para seus funcionários, de adobe cru e enchimento. Aos poucos, apareciam na região trabalhadores demitidos de outras fazendas, que não tinham onde morar. Inácio permitiu que eles fizessem morada junto dos seus funcionários e esses, mesmo após conseguirem emprego, continuaram morando no local, surgindo assim a comunidade.
Inácio organizou ainda uma marcha até a cidade de Bom Jesus da Lapa, e de lá trouxeram uma imagem do Nosso Senhor Bom Jesus. Juntaram todos os moradores da comunidade e ergueram uma capela que, no início, era um galpão de lona, depois erguida de adobe cru e assoalho, com telhas encubucadas, onde colocaram a imagem trazida. Com o tempo, os próprios moradores também ergueram outra igreja, colocando telhas coloniais e cimento liso no piso. Sob onde hoje é a escadaria da igreja Bom Jesus, foi feito o primeiro cemitério do local, que posteriormente, foi deslocado para onde ele está hoje, no final da rua Galdina.
Antigamente, durante as festas, as ruas eram iluminadas com bambus fincados no chão com tochas nas pontas. Na administração de Vanderlister de Carvalho Sá, a energia elétrica foi colocada em brejão juntamente com a iluminação pública. Na administração de Edson Soares, foi colocada a água encanada e a televisão pública. Na administração de Getúlio Neiva, foi calçada a rua principal do povoado e ampliada a escola do fundamental, aa qual foi construída nas terras doadas pelo Sr. Nilo Comarela.

## Turismo
Todos os anos, há a festa do Senhor Bom Jesus, próximo do dia 6 de agosto, com duração de dois dias, com doze barraquinhas que acontecem de quinze em quinze dias antes da grande festa. Essas festas costumam atrair muitas pessoas de diversos lugares. Anualmente também é organizada uma cavalgada que costuma atrair muitos visitantes. Em 2009, a cavalgada foi terminada com uma festa com o “boi no rolete”. A cachoeira de Brejão é bastante frequentada por moradores e visitantes, e, embora tenha muita movimentação, é bastante conservada e limpa de poluição, conservando uma mata ciliar com resquícios de mata atlântica.

## Economia
A maioria dos moradores, principalmente os mais antigos, vivem do trabalho em lavouras e fazendas de gado. Com a expansão da comunidade e das duas escolas de Brejão, um pequeno comércio local surgiu e algumas famílias sobrevivem delas. Hoje em Brejão, existe uma mercearia, uma padaria, uma farmácia, duas lojas e vários barzinhos. Muitas pessoas vivem também do trabalho informal, com a venda de guloseimas.